# 山西工学院
山西工学院，是位于中国山西省朔州市的公办普通高等学校。学院成立于2021年，前身为始建于2001年的太原理工大学现代科技学院。

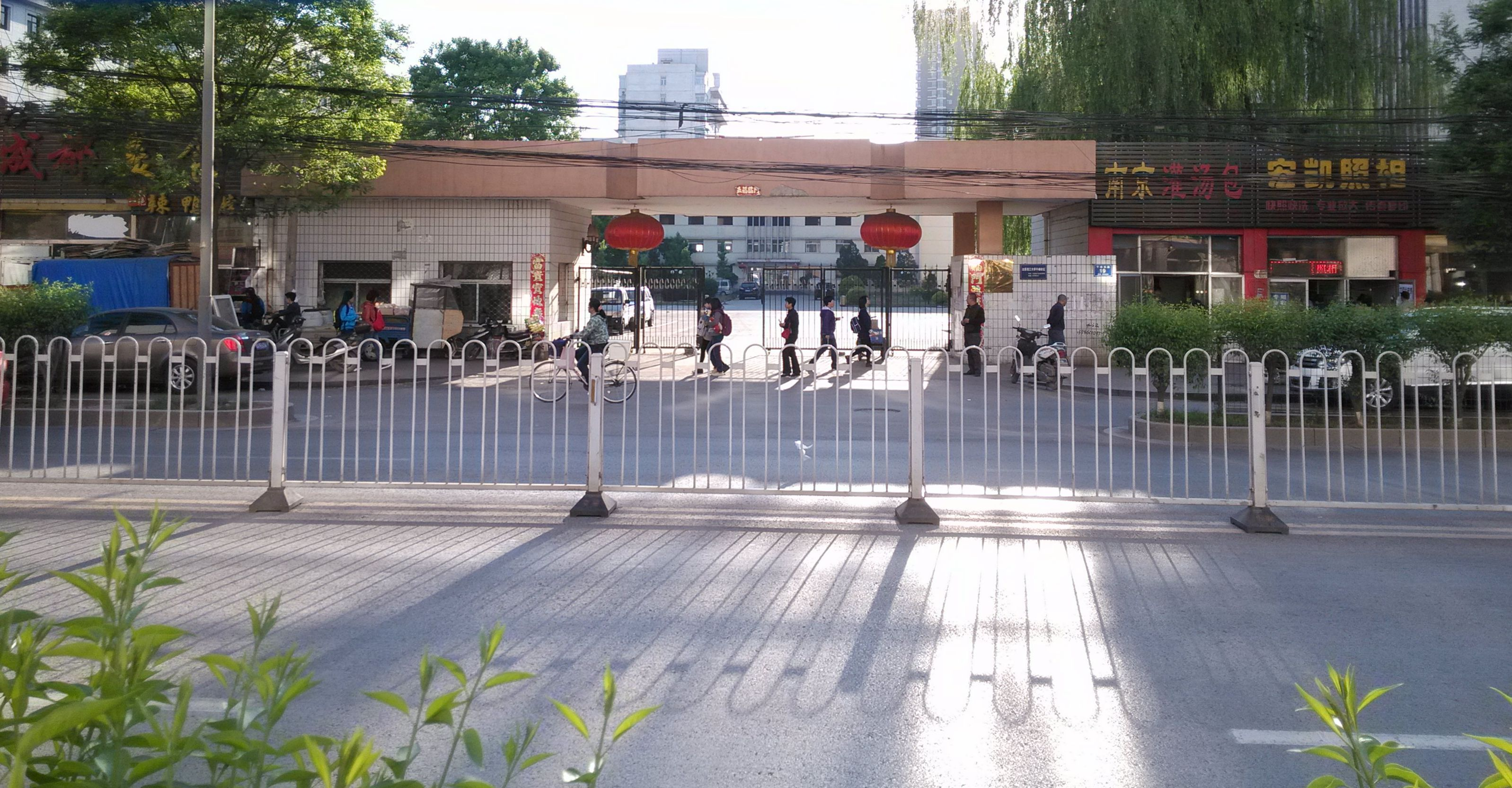
原千峰校区校园正门

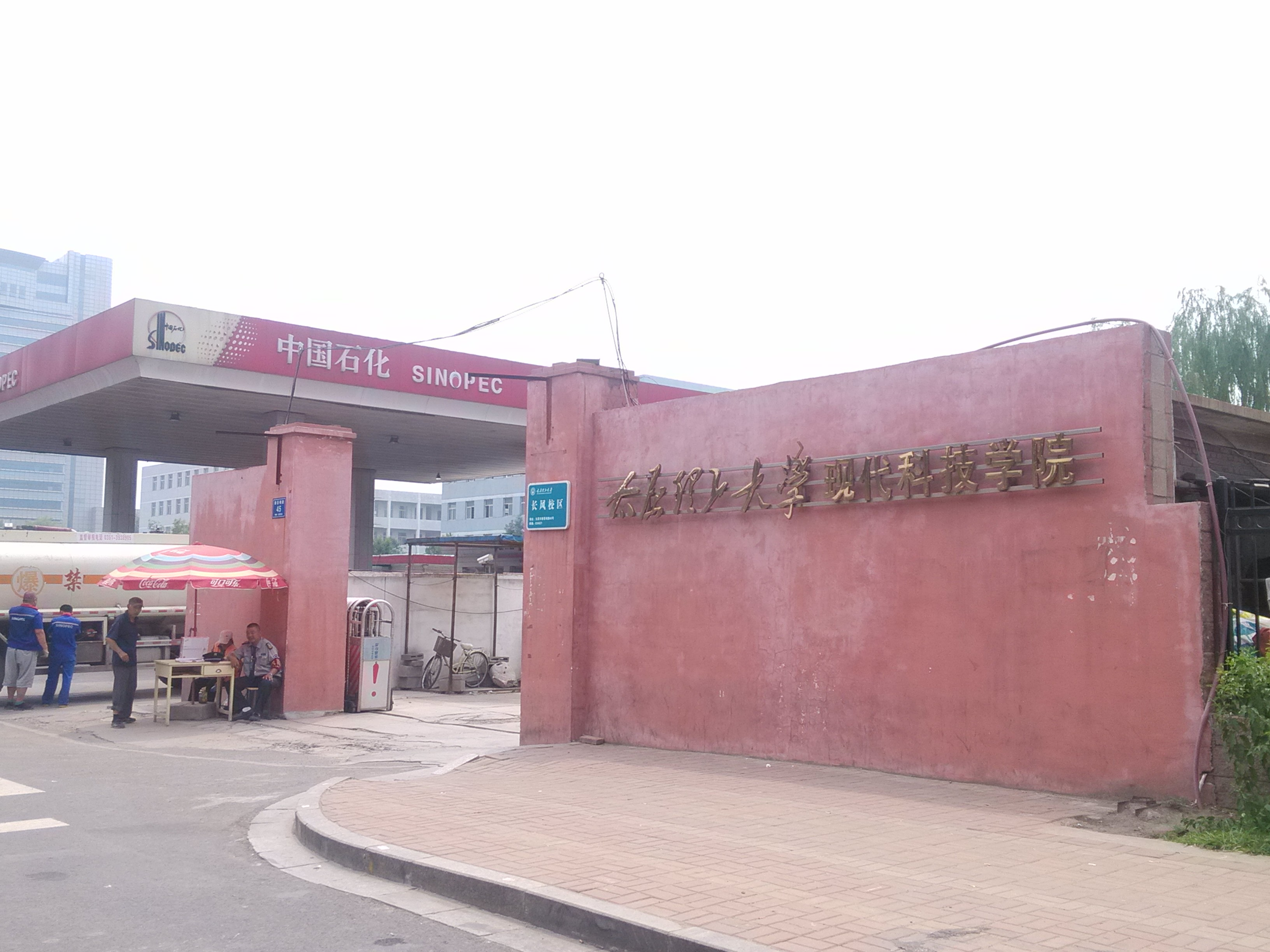
原长风校区校园正门

## 历史
2001年3月，经山西省人民政府同意，太原理工大学现代科技学院开始筹办。
2001年6月，按照办学要求，太原理工大学与合作方中国煤炭博物馆成立了学院董事会和学院组织机构，确定了合作办学的基本模式；同时，按照办学要求，中国煤炭博物馆完成了对独立校园——煤博西院的基础设施改造。
2001年8月，学校首届招生140人，并于2001年9月10日开学。
2002年5月，经山西省人民政府组织评估后，正式批准太原理工大学现代科技学院成立，以千峰校区为主校区。2002年8月，将学院独立运行模式改为校区管理模式，2001级、2002级学生与太原理工大学学生混编管理，后以太原理工大学身份毕业。
2003年8月，根据教育部8号文件精神，现代科技学院学生单独编班，学生管理沿用校区管理模式，教学运行由太原理工大学教务处统一管理，明确颁发现代科技学院毕业证和太原理工大学学位证。2003年9月3日，中国煤炭博物馆与太原理工大学正式签订《合作办学协议书》，并成立太原理工大学现代科技学院董事会。
2006年8月，将校区管理模式重新改为学院独立管理、独立运行模式，明确2008级新生开始颁发太原理工大学现代科技学院学位证。同时，启用长风校区为新的主校区，并真正实现了学院独立运行管理体制。
2012年，学院通过了学士学位授予权评审，并首次作为学位授予单位为学院2012届毕业生颁发学位证书。
2013年，因合作方中国煤炭博物馆与太原理工大学合作协议已到期，且其不具备教育部第26号令《独立学院设置与管理办法》所要求的办学条件，双方已终止合作协议。2013年9月，太原理工大学校长办公会议通过与孝义市合作举办独立学院的意向；2014年1月，太原理工大学与孝义市人民政府正式签署合作共建现代科技学院协议。
2020年12月24日，教育部发展规划司发布《关于拟同意设置本科高等学校的公示》，拟定同意太原理工大学现代科技学院转设为公办普通高等学校山西工学院。
2021年1月25日，经中华人民共和国教育部批准，原由太原理工大学管理的独立学院太原理工大学现代科技学院脱离该校管理，转设为公办普通高等学校山西工学院，由山西省人民政府领导管理。3月22日，山西省人民政府批复同意，中北大学朔州校区并入山西工学院，中北朔州校区自2021年起停止招生，现有在校生在现址由山西工学院和中北大学共同培养和管理，颁发中北大学毕业证书和学位证书，全部学生毕业后撤销建制。

## 校区
现代科技学院学院没有独立校园，基本办学设施与学校共享。现分布在太原理工大学的五个校区：长风校区、迎西校区、虎峪校区、榆次校区和明向校区；2012年10月至2013年1月，学校曾临时租用山西华澳商贸职业学院校园作为该校晋中校区；2001年9月至2013年9月，学校曾使用中国煤炭博物馆提供的“煤博西院”作为该校千峰校区；至2014年，学校还曾使用太原理工大学榆次校区作为榆次校区，招收该校艺术类专业的学生；至2014年，学校还曾使用太原理工大学长风校区作为该校长风校区（主校区），招收该校绝大多数专业的学生。
以下为目前使用的校区：
- 迎西校区，太原市迎泽西大街79号
- 虎峪校区，太原市迎泽西大街新矿院路18号
- 明向校区，晋中市榆次区大学街209号

以下为曾使用的校区：
- 晋中校区，即山西华澳商贸职业学院校园，山西省晋中市榆次工业园区8号路15号
- 千峰校区，太原市千峰南路99号（亦即于太原市万柏林区气化街10号）
- 榆次校区，晋中市榆次区迎宾路113号
- 长风校区，太原市新晋祠路13号

孝义市从2009年3月20日开始筹建高校园区，选址于孝义市胜溪湖湿地公园南畔，概算投资13亿，总占地面积1500亩，总建筑面积60万平方米，共36个单体建筑，分东西两校区。目前总建筑面积26万平方米已经完工。

## 院系设置
现有机械工程系、材料科学与工程系、电气与动力工程系、信息工程系、计算机与软件系、建筑与土木工程系、水利科学与工程系、化学化工系、环境科学与工程系、英语系、法学系、经济管理系、体育系、艺术设计系共14个院系，26个专业 。